# Borzyszkowski IV
Borzyszkowski IV – pomorski herb szlachecki, herb własny rodziny Borzyszkowskich.

## Opis herbu
Opis zgodnie z klasycznymi regułami blazonowania:
W polu strzała, nad którą i po bokach po gwieździe. Brak klejnotu, hełmu i korony. Brak labrów. Barwy nieznane.

## Najwcześniejsze wzmianki
Lakoniczny opis herbu pomorskiej rodziny Borzyszkowskich w Herbarzu polskim Adama Bonieckiego. Opis ten mógł powstać na potrzeby wywodu szlachectwa przeprowadzonego w 1636 roku przez Macieja i Walentego Borzyszkowskich. Opis mówi o strzale i trzech gwiazdach, których ułożenia nie sprecyzowano. Możliwy jest też wariant z jedną gwiazdą pod strzałą.

## Herbowni
Borzyszkowski (Borczyskowski, Borischkowski, Boryszkowski, Borzeskowski, Borzeszkowski, Borziskowski, Borzyskowski, Borzykowski). 
Rodzina ta znana była głównie z herbem Borzyszkowski (Sas odmienny), którego zniekształceniem może być herb tutaj opisywany.